# Coco Chanel
Gabrielle Chanel, conocida como Coco Chanel (Saumur; 19 de agosto de 1883-París; 10 de enero de 1971), fue una diseñadora de alta costura francesa fundadora de la marca Chanel. Es la única diseñadora de moda que figura en la lista de las cien personas más influyentes del siglo XX de la revista Time.
Es una de las diseñadoras más reconocidas de la historia. Destacó por ser una de las más innovadoras durante la Primera Guerra Mundial. Produjo una ruptura con la opulenta y poco práctica elegancia de la Belle Époque y creó una línea de ropa informal, sencilla y cómoda. Se consolidó también como diseñadora de bolsos, perfumes, sombreros y joyas. Su famoso traje sastre femenino de tweed ribeteado se convirtió en un icono de la elegancia femenina, y su perfume Chanel Nº5 es un icónico producto mundialmente conocido.
Criada en un orfanato de monjas, fue conocida por su firme determinación, ambición y vitalidad que aplicaba a su vida profesional y social. Alcanzó éxito como empresaria y prominencia social en la década de 1910 gracias a los contactos que le ofrecía su trabajo. Altamente competitiva, su personalidad oportunista la llevó a tomar decisiones cuestionables que generaron controversia y dañaron su reputación, especialmente su colaboración con la Gestapo durante la ocupación alemana de Francia en la Segunda Guerra Mundial. Una de sus misiones a finales de 1943 era la de traer una oferta de paz de parte de las SS al primer ministro británico Winston Churchill con el objetivo de terminar la guerra.
Tras la guerra, su vínculo amoroso con el oficial nazi Hans Günther von Dincklage y los rumores sobre su colaboración con los servicios de inteligencia alemanes (posteriormente confirmados por Hal Vaughan en 2011) afectaron seriamente a su compañía y su imagen, publicidad que la competencia se encargó de difundir. Sin embargo, no fue culpada como colaboradora y logró reabrir su empresa en 1954, tras lo cual obtuvo un renovado éxito, especialmente en Estados Unidos y el Reino Unido en un primer tiempo, hasta su muerte en 1971.

## Biografía

### Primeros años

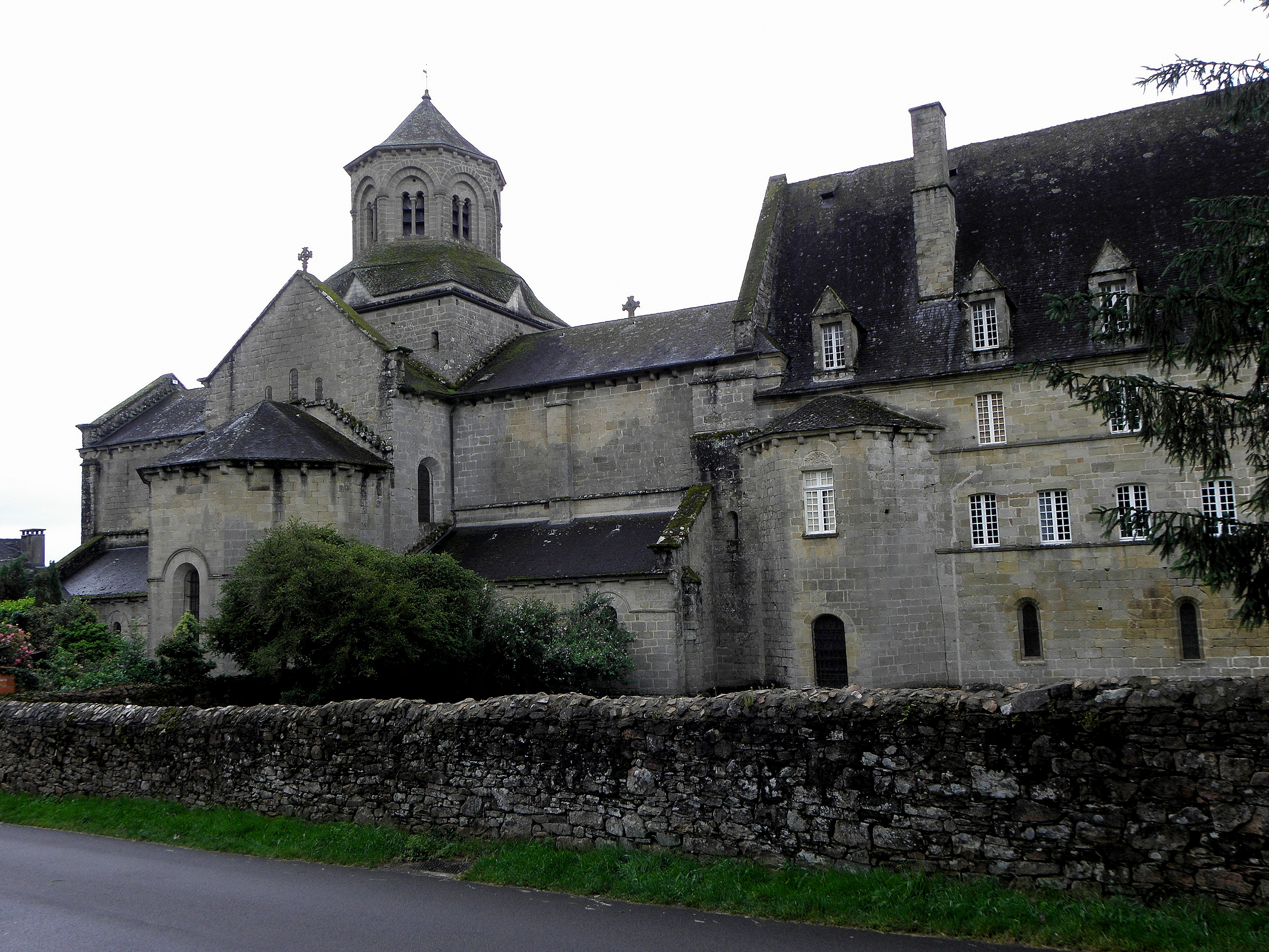
La abadía de Aubazine, en el departamento de Corrèze, donde Gabrielle Chanel vivió de los 12 a los 18 años.

Gabrielle Chanel nació en el Hospicio General de Saumur, el hospital público de la ciudad que gestionaban las Hermanas de la Providencia muy cerca del domicilio de los Chanel. La madre de Gabrielle, Eugénie Jeanne Devolle, era una campesina de Courpière, un pequeño pueblo del norte del departamento de Puy-de-Dôme en Auvernia. Su padre, Albert Chanel, nacido en Nîmes en el seno de una familia procedente de los montes de las Cevenas, era un vendedor ambulante que recorría los mercados del país. Al nacer Gabrielle sus padres ya tenían una primera hija de apenas un año, Julia Berthe (1882-1912), y la familia vivía en condiciones precarias. Gabrielle fue inscrita equivocadamente con el apellido Chanel en el registro civil, pero como Jeanne Devolle estaba demasiado debilitada por el parto y el padre estaba ausente para firmar el acta de nacimiento, el apellido de la bebé permaneció mal escrito. Años más tarde, Gabrielle Chanel añadiría otra alteración a su verdadero nombre asegurando que fue bautizada como Gabrielle «Bonheur» (Felicidad), un segundo nombre que las monjas del hospital habrían escogido para traerle suerte. El nombre «Bonheur» no aparece sin embargo en ningún documento de la época. En 1884, Albert aceptó 5000 francos de la familia de Jeanne a cambio de que se casara con la madre de sus hijos en Courpière. Aparte de Gabrielle y Julia, el matrimonio tuvo otros cuatro hijos: una hija, Antoinette (1887-1920), y tres varones, Alphonse (1885-1953), Lucien (1889-1941) y Augustin (nacido y muerto en 1891).
Eugénie Jeanne Devolle murió a los 31 años, el 6 de febrero de 1895 exhausta por los continuos embarazos, el duro trabajo y la tuberculosis. Gabrielle tenía doce años. Su padre confió entonces sus dos hijos varones a la asistencia pública que los colocará en granjas, mientras sus tres hijas fueron acogidas en el orfanato del monasterio de Aubazine, Corrèze, gestionado por la Congregación del Santo Corazón de María, donde Gabrielle y sus hermanas recibieron una estricta disciplina y aprendieron a coser, bordar a mano y planchar.

Durante mi infancia sólo ansié ser amada. Todos los días pensaba en cómo quitarme la vida, aunque, en el fondo, ya estaba muerta. Sólo el orgullo me salvó.
Coco Chanel

Chanel huyó siempre del recuerdo del orfanato de Aubazine, pero la austeridad de esta abadía cisterciense del siglo XII determinó su estilo reinterpretando algunos de los detalles arquitectónicos del lugar, recoge Edmonde Charles-Roux en su biografía Coco Chanel, L'Irrégulière. Sus primeras biografías recogen las historias que Coco inventó. Alegó orígenes burgueses con el fin de ocultar su condición humilde, y afirmó que cuando su madre falleció, su padre viajó a América en busca de fortuna y ella quedó al cuidado de unas tías insensibles. También declaró haber nacido en 1893 en vez de 1883 y que su madre había muerto cuando solo contaba dos años en lugar de doce.
Después de adquirir conocimientos básicos de costura durante seis años en Aubazine, al cumplir 18 años Chanel fue enviada a un internado religioso en la ciudad de Moulins, donde residían sus abuelos paternos, Angelina y Henri-Adrien Chanel. La institución gozaba de buena reputación para formar profesionalmente a chicas sin recursos o de pago, y encontrarles un empleo digno una vez terminado su aprendizaje. Allí coincidió con su joven tía Adrienne, apenas dos años mayor que ella, que se convirtió en su amiga y cómplice.

### Aspirante a una carrera artística
Las dos jóvenes encontraron empleo en una pañería como ayudantes de un sastre de Moulins.
Los hombres que iban a la sastrería coqueteaban con las jóvenes y las invitaban al cabaret local, donde Gabrielle se sintió atraída por el mundo del espectáculo y empezó a cantar sobre los escenarios de un café-concert de Moulins llamado «La Rotonde». Fue una de las tantas chicas denominadas poseuses, aquellas que entretienen al público entre los cambios de vestuario de los artistas principales. El dinero recaudado era aquel que obtenían al pasar el plato entre el público como apreciación por su interpretación. Fue por aquella época cuando Gabrielle recibió el apodo de «Coco», posiblemente por dos canciones de su repertorio que llegaron a identificarla: «Ko ko ri ko» y «Qui qu'a vu Coco?», una tonadilla popular que narraba la historia de una muchacha que había perdido a su perro Coco. Otras fuentes indican que podría ser por cocotte, un término francés que hace referencia a la mujer mantenida. Como intérprete irradiaba un encanto juvenil que fascinaba a los militares habituales del cabaret.
En 1906 se hallaba en Vichy, una ciudad turística conocida por sus aguas termales, que contaba con una gran cantidad de salas de concierto, teatros y cafés donde esperaba encontrar el éxito como intérprete. Sus encantos juveniles y físicos impresionaron a aquellos que le realizaron pruebas pero su voz de canto no era perfecta y eso no le permitió hallar trabajo. Obligada a encontrar un empleo, decidió ingresar en las instalaciones del manantial de la «Grande Grille», repartiendo vasos de agua mineral. Cuando la temporada veraniega terminó, regresó a Moulins y, por consiguiente, a su antiguo trabajo en «La Rotonde», aunque desesperanzada de consagrarse como cantante.

### Balsan y Capel

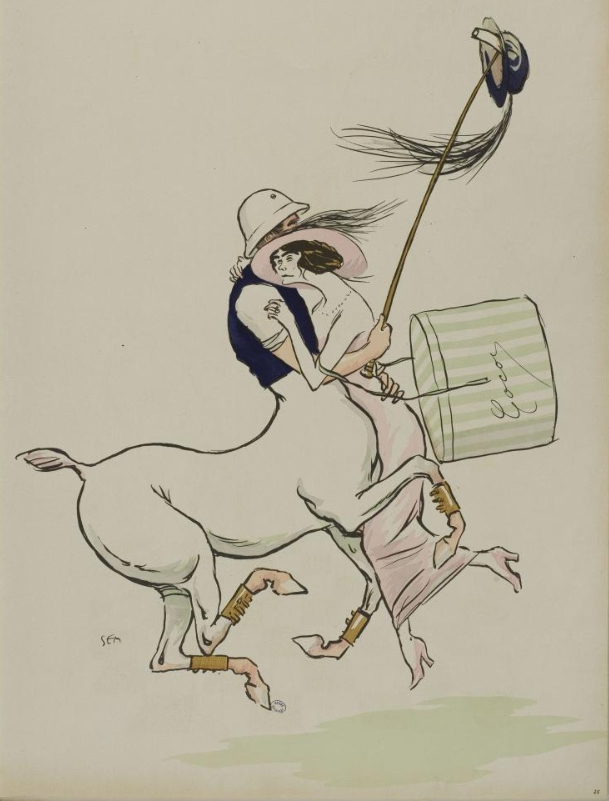
Capel y Chanel caricaturizados por el artista Sem, 1913.

En Moulins, Chanel conoció al oficial de caballería y rico heredero textil francés, Étienne Balsan. Con 23 años se convirtió en su amante y suplantó como favorita a la cortesana Émilienne d'Alençon. Durante los siguientes tres años, vivieron juntos en su castillo Royallieu cerca de Compiègne, una zona destacada por su bosque de senderos ecuestres y la vida de caza y polo. Este estilo de vida permitió a Chanel llevar una vida de riqueza y ocio, y fomentar su carácter social en fiestas de alto prestigio. La biógrafa Justine Picardie sugirió que el sobrino de la diseñadora de moda, André Palasse, supuestamente hijo único de su hermana Julia-Berthe que decidió suicidarse, era en realidad el primogénito de Chanel y Balsan.
En 1908, comenzó un romance con uno de los mejores amigos de Balsan, el capitán inglés Arthur Edward «Boy» Capel. Durante sus últimos años, Chanel recordó: «Dos caballeros estaban pujando por mi pequeño cuerpo caliente».
Capel, un miembro rico de la clase alta inglesa, la instaló en un apartamento en París y financió sus primeras tiendas. El diseño de la botella de la fragancia Chanel Nº5 tiene dos orígenes probables atribuibles a las sensibilidades de diseño sofisticadas de Capel. Se cree que Chanel adoptó las líneas rectangulares biseladas de las botellas de tocador Charvet que Capel llevaba en su caja de cuero de viaje o el estilo de su decantador de whisky que admiraba tanto que deseaba reproducirlo en un «cristal delicado, caro y exquisito». La pareja pasó tiempo en diversos centros turísticos de moda tales como Deauville pero Capel nunca le fue fiel. Permanecieron juntos durante nueve años e incluso continuaron su relación luego del casamiento de Capel con la aristócrata inglesa lady Diana Wyndham en 1918.
La prematura muerte de Capel en un accidente automovilístico a fines de 1919 fue uno de los acontecimientos más devastadores para Chanel. Abatida por el dolor, comenzó a utilizar prendas negras en señal de luto y al poco tiempo diseñó el denominado «pequeño vestido negro», que se presentó en 1926 y fue calificado por la revista Vogue como el «atuendo que todo el mundo usará». El vestido negro, disponible solo en ese color, fue inmediatamente un éxito y ha sido el epítome de la elegancia sencilla desde entonces. Luego del deceso, se encargó personalmente de construir un monumento en el lugar del accidente, que solía visitar en los últimos años para depositar flores en su memoria. En 1945, Chanel, que residía en Suiza, confió a su amigo Paul Morand: «Su muerte fue un golpe terrible para mí. Al perder a Capel, lo perdí todo. Tengo que decir que lo que siguió no fue una vida de felicidad».

### Diseñadora de sombreros y primeras tiendas
Chanel recibió lecciones por parte de dos de los mejores asistentes de Lucienne Rabatte, una popular diseñadora de sombreros cloché que había trabajado para la Maison Lewis. Comenzó a confeccionar sombreros mientras vivía con Balsan, inicialmente como un entretenimiento que luego derivó en un negocio comercial de notable aceptación entre sus clientes, muchos de los cuales eran allegados de su amante.

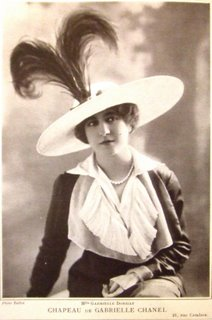
Gabrielle Dorziat con un sombrero de la colección de Coco Chanel, en mayo de 1912. Publicado en Les Modes.

Chanel solía llevar puestas sus propias creaciones a las carreras de caballos y llamar la atención de los presentes con su peculiar estilo de vestir. Sus conjuntos vanguardistas, muchas veces conformados por pantalones de montar y poleras, contrastaban con los vestidos elegantes de la época. Se convirtió en fabricante de sombreros en 1909 e inauguró una boutique financiada por Balsan en la planta baja de su departamento de soltero en el Boulevard Malesherbes. Al año siguiente estableció su casa de moda, Chanel Modes, en el número 21 de la rue Cambon en París. Su carrera como sombrerera floreció cuando la actriz de teatro Gabrielle Dorziat utilizó sus modelos en la obra de teatro Bel Ami de 1912, dirigida por F. Nozière, y posteriormente en la revista Les Modes.
En 1913, abrió una boutique financiada por Arthur Capel en Deauville, donde introdujo ropa informal de lujo orientada hacia el ocio y el deporte. Los modelos fueron diseñados con tejidos de bajo costo como el jersey y el tricot, usado sobre todo para la ropa interior de los hombres. Tenía una localización privilegiada en una calle de moda en el centro de la ciudad, donde vendía sombreros, chaquetas, suéteres y las denominadas marinières (camiseta de manga larga y de estilo marinero). Tuvo el apoyo de dos integrantes de su familia: su hermana Antoinette, y Adrienne Chanel, su tía casi de la misma edad, que el abuelo de Coco había tenido casi hacia el final de su vida. Adrienne y Antoinette fueron llamadas para modelar sus diseños y solían transitar la ciudad a diario y dar paseos en barco con el fin de promocionar las creaciones de su pariente. The New Yorker publicó: «Las damas de Deauville despertaron una mañana y descubrieron una diferencia impactante de elegancia entre su propia ropa y la moda Chanel», mientras que Women's Wear predijo un gran éxito para sus suéteres de punto de lana.
Decidida a recrear el éxito que había tenido en Deauville, Chanel inauguró un nuevo local en una villa frente al casino de Biarritz en 1915. La ciudad, situada en la Costa Vasca y frecuentada por clientes españoles ricos, tuvo la condición de neutralidad durante la Primera Guerra Mundial, lo que le permitió convertirse en una zona de excelencia para adinerados y exiliados de sus países por las hostilidades. Tan solo un año después de su inauguración el negocio había tenido tanto éxito que Chanel decidió reintegrarle (por voluntad propia) a Capel el dinero que le había prestado como inversión inicial. Poco después, conoció en Biarritz al gran duque Demetrio Románov de Rusia, con quien tuvo un interludio romántico y mantuvo una estrecha relación muchos años después.

### Consagración en el mundo de la moda

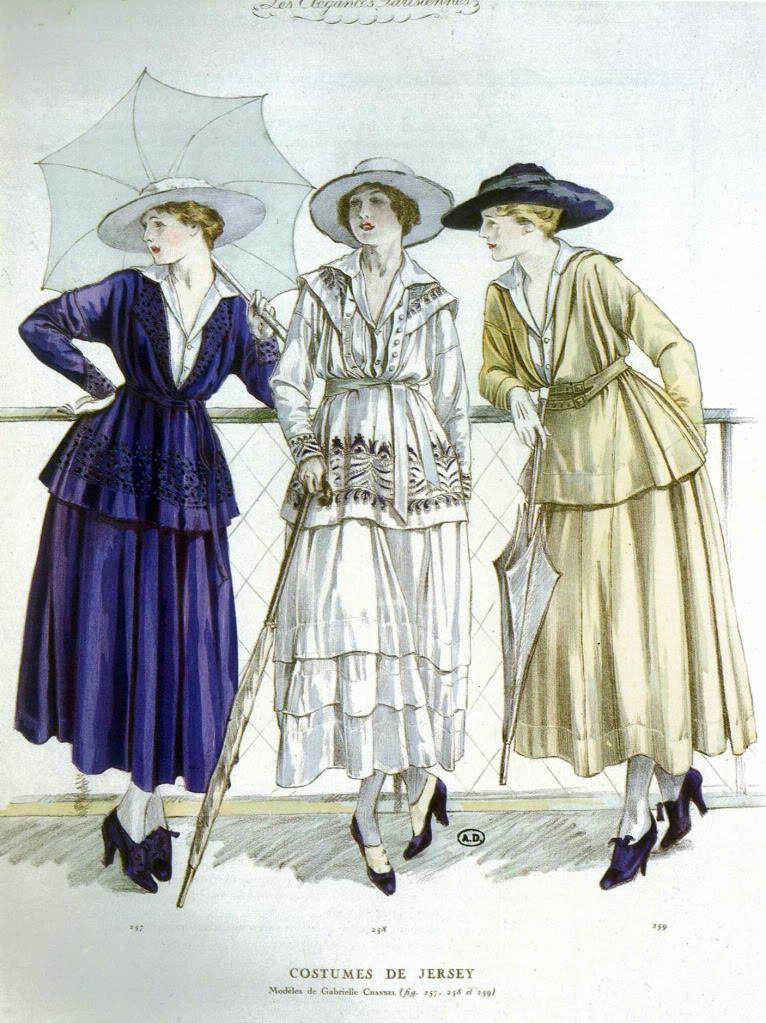
Algunos de los primeros diseños de Coco Chanel, publicados en 1917 por Les Elegances parisiennes.

En febrero de 1916, con ocasión de la presentación de su primera colección en otoño, sus prendas y chaquetas deportivas aparecieron por primera vez en la revista Vogue. Al poco tiempo, sus modelos comenzaron a venderse en las grandes tiendas departamentales de Estados Unidos. En 1918, estableció su casa de moda con más de 300 empleados en una propiedad situada en el número 31 de la rue Cambon en uno de los barrios más elegantes y lujosos de París. Al año siguiente fue registrada oficialmente como couturière y en 1921 inauguró una boutique de moda que ofrecía ropa, sombreros, accesorios y más tarde, joyas y perfumes.
Ese año Chanel modeló el logotipo «CC» de su empresa, que se ha mantenido hasta la actualidad. Existen tres teorías respecto a las influencias que marcaron el diseño. El emblema de la entrada al castillo Château de Crémat de su amiga Irène Bratz posiblemente haya sido la inspiración del logo. Otras versiones indican que los ventanales de la iglesia de Aubazine del orfanato donde pasó su infancia o el monograma del rey Enrique II de Francia y Catalina de Médicis pudieron haber tenido influencia al momento de la producción de la insignia de la marca Chanel.
Su consolidación en el mundo de la moda significó el declive de la carrera de Paul Poiret, que se resistió a la practicidad, racionalización y simplificación estilística que modistos, como Chanel, propusieron en esos años. Los modelos sencillos y elegantes de la diseñadora con acabados de costura discretos hacían que los de Poiret parecieran desaliñados e incorrectamente elaborados en comparación. El hecho llevó a que Jean Cocteau satiriza los diseños obsoletos de Poiret a través de su caricatura animada «Poiret sale, Chanel entra». Finalmente su casa de moda quebró a fines de los años 20.
En la primavera de 1920, aproximadamente en mayo, la diseñadora conoció al compositor Ígor Stravinsky gracias al empresario de los Ballets Rusos, Serguéi Diáguilev. Durante el verano se enteró de que la familia de Stravinsky estaba buscando un lugar para vivir y los hospedó momentáneamente en su vivienda, «Bel Respiro», en el suburbio parisino de Garches, hasta que se establecieran definitivamente en una residencia más adecuada. Los Stravinsky permanecieron ahí hasta mayo de 1921. Chanel, por su parte, protegió de pérdidas económicas la nueva producción de Stravinsky, La consagración de la primavera (1920), mediante un presente anónimo enviado a Diáguilev que consistía en 300.000 FRF. Diáguilev la convocó en 1924 para el diseño del vestuario de su espectáculo de ballet Le Train Bleu en el Teatro de los Campos Elíseos.
En 1921, colaboró con el perfumista Ernest Beaux en la creación de su primer perfume, Chanel N.º 5, que rápidamente se convirtió en un éxito. Basado en el perfume de jazmín, la fragancia fue la primera en llevar el nombre de un diseñador y fue envasada en una botella de cristal creada por la propia Chanel. Rápidamente, la Société des Parfums Chanel pasó a vender otras fragancias, como el Chanel Número 22, el 31 Rue Cambon, el Gardenia y 28 la Pausa. En 1922, durante las carreras de Longchamp, el fundador de las Galeries Lafayette Haussmann, Théophile Bader, le presentó al empresario Pierre Wertheimer. Bader estaba interesado en la presentación de la fragancia Chanel N.º 5 en su tienda departamental. En 1924, la diseñadora creó la entidad corporativa Parfums Chanel luego de llevar a cabo un acuerdo con los hermanos Wertheimer, Pierre y Paul, directores de la eminente casa de perfumes y cosméticos Bourgeois desde 1917. Los Wertheimer acordaron proporcionar la financiación completa para la producción, comercialización y distribución del perfume. Ellos recibirían el 70 % de las ganancias y Bader una cuota del 20 %, mientras que Chanel el 10 % restante. Enfadada con el arreglo, retiró su participación de cualquier operación comercial y luchó durante más de veinte años para obtener el control total de la compañía. Posteriormente se refirió a Pierre como el «bandido que me estafó». Su fábrica textil de punto de lana, Tricots Chanel (luego renombrada a Tissus Chanel), se estableció en 1928 en Asnières bajo la dirección del poeta y dibujante ruso Iliazd.
Chanel mantuvo una relación significativa con el poeta Pierre Reverdy y el ilustrador y diseñador Paul Iribe. Luego de finalizar su romance con Reverdy en 1926, ambos continuaron con una amistad que perduró cuarenta años. La diseñadora fue un componente primordial en su producción poética al reforzar su confianza, apoyar su capacidad creativa y mitigar su inestabilidad financiera al comprar en secreto sus manuscritos por medio de su editor. Con Iribe estableció su primera colección pública de joyería, «Bijoux de Diamants», a pedido de la International Guild of Diamond Merchants en 1932. Mantuvieron un profundo vínculo hasta su repentina muerte en 1935 y compartieron las mismas políticas reaccionarias. De hecho, Chanel financió su periódico antirrepublicano y ultranacionalista mensual, Le Témoin, que alimentó el miedo a los extranjeros y promovió el antisemitismo. En 1936, un año después de la finalización de la publicación, la diseñadora se desvió hacia el extremo opuesto al financiar la revista radical izquierdista de Pierre Lestringuez, Futur.
Una de sus amistades más largas y duraderas fue con Misia Sert, persona destacada de la élite parisina y esposa del pintor español José María Sert. Se sintió atraída por Chanel al conocer su «genio, ingenio letal, sarcasmo y destructividad maníaca, que intrigó y consternó a todos». Ambas mujeres, criadas en conventos, mantuvieron una amistad basada en intereses compartidos, confidencias y consumo de drogas. Para 1935, la diseñadora se había convertido en una consumidora adictiva de drogas al inyectarse tres dosis de morfina diarias hasta el final de su vida. De acuerdo con el periodista estadounidense Chandler Burr, el biofísico Luca Turin relató una historia apócrifa en la que aseguró que la diseñadora fue apodada «Coco» debido a que realizaba las mejores fiestas de cocaína de París.
La escritora Colette, que pertenecía a los mismos círculos sociales que Chanel, ofreció una descripción caprichosa de la modista en el trabajo de su taller que figuró en Prisons et Paradis (1932): «Si cada rostro humano tiene una semejanza con un animal, entonces Mademoiselle Chanel es un pequeño toro negro. Ese mechón de cabello negro rizado, el atributo de los terneros, cae sobre su frente y llega hasta sus párpados y baila con cualquier movimiento de su cabeza».

### Relaciones con aristócratas británicos

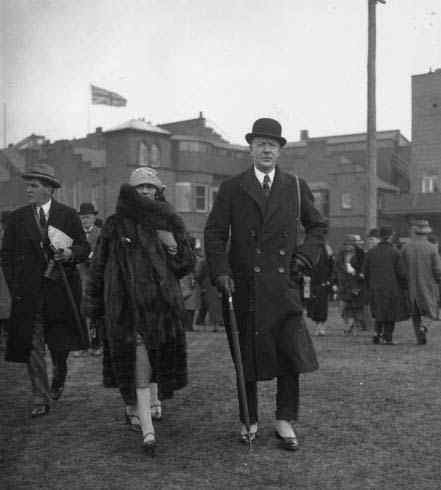
Coco Chanel junto a Arthur Grosvenor, duque de Westminster, años 1920.

En 1923, Vera Bate Lombardi, supuestamente hija ilegítima del marqués de Cambridge, le proporcionó a Chanel la entrada a los más altos niveles de la sociedad británica. Le presentó ese mismo año en Monte Carlo al duque de Westminster, Hugh Richard Arthur Grosvenor, conocido en la intimidad como «Bendor». Durante el romance de diez años que mantuvo con el aristócrata, Chanel recibió joyas extravagantes y una casa en el prestigioso distrito londinense de Mayfair. Otros rumores indican que el príncipe de Gales Eduardo de Windsor (posterior rey de Gran Bretaña Eduardo VIII) mantuvo un breve amorío con la diseñadora a pesar de la implicancia con su primo, el duque. Años después, Diana Vreeland, editora de Vogue, insistiría en que «la apasionada, centrada y ferozmente independiente Chanel» y «el príncipe tuvieron un gran momento romántico juntos». A través de Grosvenor la diseñadora conoció a uno de sus colaboradores más cercanos, Winston Churchill, que la definió como una «mujer de personalidad fuerte, muy capaz y agradable» y con quien forjó una amistad de por vida. En 1927, Grosvenor le otorgó a la modista una parcela de tierra que había comprado en Roquebrune-Cap-Martin, lugar en el que construyó su villa «La Pausa», para la cual contrató al arquitecto Robert Streitz. Las ideas de Streitz para la elaboración de la escalera y el patio estaban inspiradas en elementos de diseño de Aubazine, el orfanato en el que pasó su juventud. Cuando se le preguntó por qué no se había casado con el duque, la diseñadora respondió: «Ha habido muchas duquesas de Westminster. Chanel hay una sola».

### Diseños para cine

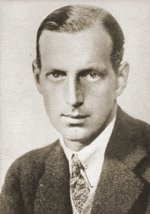
El Gran Duque Demetrio Románov en los años 1920.

En 1931, durante su estadía en Monte Carlo, conoció a Samuel Goldwyn a través de Demetrio Románov, primo del zar de Rusia Nicolás II. Goldwyn ofreció a Chanel una propuesta laboral de un millón USD que incluía diseñar el vestuario para las estrellas de MGM dos veces al año en Hollywood. Luego de aceptar la oferta, viajó acompañada de Misia Sert a Estados Unidos, donde confeccionó la ropa de Gloria Swanson en Tonight or Never (1931, Esta noche o nunca) y de Ina Claire en The Greeks Had A Word for Them (1932, Tres rubias). Por otra parte, Greta Garbo y Marlene Dietrich se convirtieron en clientas privadas. Su experiencia en la producción de vestuario para películas norteamericanas le generó una aversión por la industria del cine y la cultura de Hollywood, a las que calificó de «infantiles». La diseñadora declaró: «Hollywood es la capital del mal gusto... y es vulgar». The New Yorker especuló con que había abandonado su trabajo debido a que «sus vestidos no eran lo suficientemente sensacionales. Ella hizo que una dama se vea como una dama. Hollywood quiere una dama que se vea como dos damas». Sin embargo, continuó realizando diseños para el cine pero esta vez para películas francesas, entre ellas La regla del juego (1939) de Jean Renoir, en la que figuró como La Maison Chanel. La diseñadora, consciente de las aspiraciones del joven italiano Luchino Visconti para trabajar en cine, le presentó a Renoir, quien quedó ampliamente impresionado y lo contrató para su siguiente proyecto cinematográfico.
Su empresa llegó a contar con 4000 empleados y 28 000 unidades de venta anuales para 1935. A medida que avanzaba la década, su lugar de privilegio en el mundo de la alta costura se vio amenazado. Sus diseños para la industria del cine hollywoodense habían fracasado y no habían engrandecido su reputación como esperaba. Por el contrario, comenzó a existir una alta rivalidad con la prestigiosa diseñadora Elsa Schiaparelli, cuyos innovadores diseños estaban repletos de detalles festivos y surrealistas, lo que la llevó a cosechar elogios de la crítica y generar entusiasmo en el mundo de la moda. Luego de sentir que estaba perdiendo prestigio, Chanel colaboró en la obra teatral Oedipe Rex de Jean Cocteau, con quien había trabajado en Orphée (1926) y Antigone (1927, basada en la tragedia homónima de Sófocles). Los trajes diseñados para Oedipe Rex fueron ridiculizados y criticados severamente por la prensa: «Envueltos en vendajes, los actores parecían momias ambulantes o víctimas de algún terrible accidente».

### Segunda Guerra Mundial
En 1939, al comienzo de la Segunda Guerra Mundial, cerró todas sus tiendas pero mantuvo abierta su boutique en el número 31 de la rue Cambon con solo perfumes y accesorios disponibles. Alegó que no era momento para la moda y 3000 empleadas perdieron sus puestos de trabajo. Al cerrar la casa central de moda, confesó públicamente su posición política y comenzaron a circular detalles de su vida personal. Su aversión por los judíos y homosexuales, según informes inculcada en sus años de convento y agudizada por sus relaciones con las élites sociales, había consolidado sus creencias. De hecho, compartió con la mayor parte de su entorno que los judíos eran una amenaza bolchevique para Europa. Durante la ocupación alemana, Chanel residía en el Hotel Ritz, que se destacó por ser el lugar preferido de residencia de los oficiales militares alemanes de alta jerarquía. Su relación amorosa con Hans Gunther von Dincklage, un oficial alemán que había sido operario de la inteligencia militar desde 1920, posibilitó su estadía en el Hotel Ritz.

#### Batalla por el control de «Parfum Chanel»

Chanel Nº5, el producto más emblemático de Parfums Chanel.

La Segunda Guerra Mundial, específicamente la toma nazi de todas las propiedades de judíos y empresas comerciales, le proporcionó la posibilidad de ser la única destinataria de todas las ganancias generadas por su compañía de perfumes y su producto más vendido, Chanel N.º 5. Los directores de la empresa en ese momento, los Wertheimer, eran judíos, por lo que Chanel utilizó su condición de «aria» para solicitar a las autoridades alemanas ser la única propietaria de la empresa. El 5 de mayo de 1941, le escribió al administrador del gobierno encargado de resolver la enajenación de los bienes financieros judíos. Sus motivos para la posesión de la empresa fueron que Parfums Chanel «continúa siendo propiedad de judíos» y había sido legalmente «abandonada» por los dueños. La diseñadora escribió: «Yo tengo un derecho indiscutible de prioridad... las ganancias que he recibido de mis creaciones desde la fundación de este negocio... son desproporcionadas... [y] ustedes pueden ayudar a solucionar en parte los perjuicios que he sufrido en el curso de estos 17 años».
Durante el período posterior a la Segunda Guerra Mundial, el mundo de los negocios seguía con interés y cierta aprensión la lucha legal en curso por el control de Parfums Chanel. La modista no se había percatado de que los Wertheimer, anticipando las medidas nazis contra los judíos, en mayo de 1940 habían otorgado de forma legal el control de la compañía a Félix Amiot, un industrial cristiano y hombre de negocios francés. Al finalizar la guerra, Amiot otorgó el control de nuevo a los Wertheimer. Las partes involucradas en el procedimiento legal eran conscientes de que la afiliación nazi de la diseñadora en tiempos de guerra dañaría seriamente su reputación y el estatus de la marca Chanel si se hiciera pública.
La revista Forbes resumió el dilema que enfrentaban los Wertheimer: [Es una preocupación de Pierre W.] el cómo una «lucha legal podría destapar las actividades de Chanel durante la guerra y arruinar su imagen y su negocio». Finalmente, los trámites procesales concluyeron con la toma de una decisión de común acuerdo que incluyó la renegociación del contrato original de 1924. El 17 de mayo de 1947, la diseñadora recibió ganancias de las ventas del Chanel N.º 5 en tiempos de guerra, en una suma equivalente a 400 000 dólares. A partir de ese momento su beneficio económico fue enorme y sus ingresos rondaron los 25 millones USD anuales, lo que la convirtió en una de las mujeres más ricas del mundo. Además, Pierre Wertheimer acordó una disposición inusual propuesta por la propia Chanel en la que aceptó pagar todos los gastos que la diseñadora realizara —desde los triviales a los más costosos— durante el resto de su vida.

#### Actividad como agente nazi

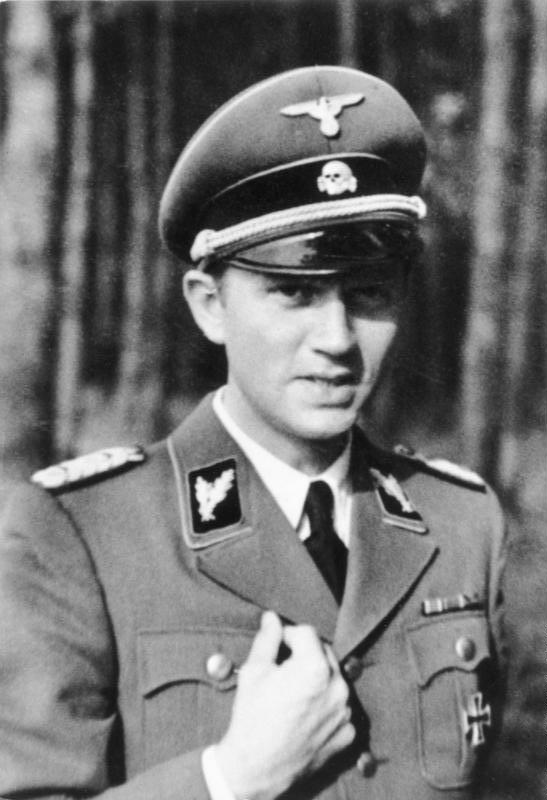
El general nazi Walter Schellenberg.

Documentos de archivo desclasificados descubiertos por Hal Vaughan revelaron que la Prefectura de Policía francesa tenía un escrito sobre Chanel en el que fue descrita como: «Costurera y perfumista. Seudónimo: Westminster. Agente de referencia: F 7124. Señalado como sospechoso en el archivo». Para Vaughan, «era una facilitadora. Conocía a todo el mundo [...] Y ayudó a los nazis... Todo lo que ella hizo era una paradoja. Era tan contradictoria. Por un lado, hizo comentarios antisemitas. Sin embargo, uno de sus mejores clientes era judío, como los Rothschild, y de hecho su socio en el negocio era judío, y lo continuó siendo después de la guerra». El activista antinazi Serge Klarsfeld declaró que «no significa que porque tenga un número de espía, esté necesariamente implicada de forma personal. Algunos informantes tenían número sin ser conscientes de ello». Vaughan estableció que Chanel se involucró con la causa alemana ya desde 1941 y trabajó para el general Walter Schellenberg, jefe de inteligencia de las SS, quien coordinó sus relaciones comerciales con las autoridades de la ocupación.
Al final de la guerra, Schellenberg fue juzgado por el Tribunal Militar de Núremberg y condenado a seis años de prisión por crímenes de guerra. Fue puesto en libertad en 1951 debido a una enfermedad hepática incurable y se refugió en Italia. La diseñadora pagó los gastos cotidianos y de atención médica de Schellenberg, apoyado económicamente por su esposa y familia, y financió su funeral en 1952.

#### Operación Modellhout
En 1943, Chanel viajó a Berlín con Dincklage para reunirse con el Reichsführer-SS Heinrich Himmler y formular una estrategia. A fines de 1943 o principios de 1944, ella y su superior SS Schellenberg idearon un plan con el fin de presionar a Gran Bretaña para que pusiera fin a las hostilidades con Alemania. Gracias a ello consiguió la liberación de su sobrino, André Palasse, detenido en un campo de prisioneros de guerra en Alemania. Cuando fue interrogado por la inteligencia británica al finalizar la guerra, Schellenberg sostuvo que Chanel era «una persona que conocía a Winston Churchill lo suficiente como para llevar a cabo negociaciones políticas con él». Para esta misión, denominada Operación Modellhout, reclutaron a Vera Bate Lombardi en un nuevo intento por establecer contacto con Londres y negociar un tratado de paz antes del ingreso de las tropas rusas a Berlín. El conde Joseph von Ledebur-Wicheln, un agente nazi que desertó al Servicio Secreto Británico en 1944, recordó una reunión que tuvo con Dincklage a principios de 1943. Dincklage propuso un incentivo que la tentara y le informó a von Ledebur que la participación de Chanel en la operación estaría asegurada si se incluyera a Lombardi en la misma: «La Abwehr tenía primero que traer de Francia a una joven italiana [Lombardi]. Coco Chanel se adhirió a causa de sus vicios lésbicos...»
Sin darse cuenta de las maquinaciones de Schellenberg y su amiga, Lombardi les siguió su juego inconsciente como víctima y creyó que el próximo viaje a España sería un viaje de negocios para explorar las posibilidades de establecer una sede de su casa de alta costura en Madrid. El papel de Lombardi era actuar como intermediaria y entregar una carta escrita por Chanel al primer ministro Churchill enviada por medio de la embajada británica en Madrid. Finalmente la operación fue un fracaso y archivos de inteligencia británicos revelaron que todo se descubrió cuando Lombardi a su llegada procedió a denunciar a Chanel y al resto como espías nazis.

#### Resguardo de la persecución
En septiembre de 1944, Chanel fue llamada para ser interrogada por un Comité de Depuración de las Fuerzas Francesas del Interior. El comité, sin ninguna evidencia documentada de su actividad como colaboradora, se vio obligado a liberarla luego de tres horas. De acuerdo con su sobrina nieta, Gabrielle Palasse Labrunie, cuando la diseñadora volvió a su casa dijo: «Churchill me habría liberado». Existe una entrevista inédita que data de septiembre de 1944 en la que Malcolm Muggeridge, luego un agente de inteligencia de la MI6 Británica, la entrevistó después de su comparecencia ante los investigadores de la Francia Libre. Muggeridge la cuestionó deliberadamente por sus políticas y actividades en tiempos de guerra, a lo que la diseñadora dijo: «Es curioso cómo han evolucionado mis sentimientos. Al principio, sus conductas me indignaron. Ahora, prácticamente siento pena por esos rufianes. Uno debe abstenerse de desprecio por los ejemplares más bajos de la humanidad... »
La medida en la que Churchill intervino se convirtió en un tema de especulación chismosa. Algunos afirman que Churchill instruyó a Duff Cooper, embajador británico en el gobierno provisional francés, para proteger a la diseñadora. Finalmente, presionada para declarar en Francia ante los investigadores en 1949, Chanel dejó su residencia de Suiza para hacer frente al testimonio dado en contra de ella en el juicio por crímenes de guerra del barón Louis de Vaufreland, un traidor francés y agente de inteligencia alemán de alto rango. Negó todas las acusaciones y posteriormente, su amigo y biógrafo Marcel Haedrich ofreció una estimación elocuente de su colaboración con el régimen nazi: «Si uno tomara en serio las pocas revelaciones que Mademoiselle Chanel se permitió hacer a sí misma acerca de esos años negros de la ocupación, los dientes de uno sufrirían dentera».

#### Controversia
La divulgación de Vaughan del contenido de los documentos desclasificados de la inteligencia militar y la posterior polémica generada poco después de la publicación de su libro en agosto de 2011, llevó a la Casa Chanel a emitir un comunicado, parte del cual apareció en múltiples medios de comunicación. La corporación «negó la afirmación» (del espionaje) si bien admitió que «los funcionarios de la compañía habían leído sólo extractos del libro». «Lo cierto es que ella tuvo una relación con un aristócrata alemán durante la guerra. Está claro que no era el mejor momento para tener una historia de amor con un alemán aunque el barón von Dincklage era inglés por parte materna y ella lo conocía antes de la guerra», dijo el grupo Chanel en un comunicado. La casa de moda también negó que la diseñadora fuera antisemita al publicar que de ese modo «no hubiera tenido amigos judíos o vínculos con la familia de financieros Rothschild de haber sido así».
En una entrevista concedida a la agencia Associated Press, el autor Vaughan explicó el recorrido de su investigación: «Estaba buscando otra cosa cuando me encuentro con este documento que expresaba "Chanel es una agente nazi"... Entonces realmente empecé a escarbar todos los archivos, en los Estados Unidos, en Londres, en Berlín y en Roma y no encontré uno, sino 20, 30, 40 materiales de archivo absolutamente sólidos sobre Chanel y su amante, el barón Hans Gunther von Dincklage, que era un espía profesional de la Abwehr». Vaughan también se refirió a la incomodidad que produjeron las revelaciones proporcionadas por su libro: «Una gran cantidad de personas no desea que la emblemática figura de Gabrielle Coco Chanel, una de las grandes ídolos de Francia, sea destruida. Esto es definitivamente algo que mucha gente hubiera preferido dejar a un costado, olvidar...»

### Carrera y vida posterior a la guerra
En 1945, se trasladó a Lausana, Suiza, aunque regresó finalmente a París en 1954. En 1953 vendió su villa «La Pausa» a Emery Reves y una réplica parcial de la vivienda fue construida en el Museo de Arte de Dallas, que contiene piezas del mobiliario original y alberga la colección de arte de Reves. A diferencia del período anterior a la guerra, en el que el mundo de la moda estaba dominado solo por las mujeres, este comenzó a abrirse a nuevos géneros y el «New Look» de Christian Dior significó un éxito mundial al que le siguió el de Cristóbal Balenciaga, Robert Piguet y Jacques Fath.
Chanel estaba convencida de que las modistas femeninas se rebelarían contra la estética «ilógica» ofrecida por los diseñadores masculinos y además, criticó las «fajas en la cintura, los sujetadores con relleno, las faldas pesadas y las chaquetas rígidas». Con más de setenta años y después de una ausencia de quince, sintió que era el momento para reincorporarse al mundo de la moda. El restablecimiento de su casa de alta costura en 1954 fue financiado por su viejo enemigo Pierre Wertheimer. Su nueva colección no fue bien recibida por los parisinos que sintieron que su reputación había sido dañada por su relación con los nazis durante la guerra. Sus nuevos trajes tweed y vestidos simples, que hicieron eco de los estilos aerodinámicos de los años previos a la guerra, fueron calificados por muchos críticos europeos como «pasados de moda». Sin embargo, sus modelos tuvieron una alta aceptación en Reino Unido y Estados Unidos, donde forjó nuevos clientes. La revista Vogue la definió como «la gran revolucionaria» y una «rebelde solitaria de la moda». Las actrices Elizabeth Taylor, Grace Kelly y Rita Hayworth fueron las primeras personalidades en utilizar sus nuevos modelos luego de su reingreso a la moda.
En la década de 1950, Chanel comenzó a trabajar con el orfebre Robert Goossens, que produjo algunas de las joyas más importantes de la carrera de la diseñadora, incluyendo piezas con perlas de imitación o piedras de cristal en su base, anillos y pendientes. El trabajo de Goossens también incluye prendedores trenzados de plata y oro con esmeraldas, colgantes y cruces bizantinas de cristal. Continuó trabajando con la Casa Chanel incluso después de la muerte de su fundadora y muchas de sus obras fueron reversionadas en formato fantasía para los desfiles de moda y presentaciones. Por otra parte, el fabricante de perfumes Henri Robert colaboró con Coco Chanel entre 1955 y 1974, período en el que diseñó fragancias reconocidas como Pour Monsieur, la primera fragancia para hombres de Chanel; Chanel N.º 19, nombrado así en honor al cumpleaños de Coco el 19 de agosto; y Cristalle Eau de Toilette.
En 1957, recibió el Neiman Marcus Fashion Award por parte de Stanley Marcus en reconocimiento a la «diseñadora más influyente del siglo» y en 1959 fue designada miembro del Museo de Arte Moderno de Nueva York. Su estilo fue nuevamente elegido para vestir a estrellas de cine como Romy Schneider y Jeanne Moreau en la película Les Amants (1958) de Louis Malle, y a Delphine Seyrig en El año pasado en Marienbad (1961) de Alain Resnais, como así también a María Callas, Audrey Hepburn y la primera dama estadounidense Jackie Kennedy, que vestía uno de sus modelos el día del asesinato de su marido John F. Kennedy en 1963.
Ante la popularización de la minifalda, creada por Mary Quant en 1964, Chanel la juzgó severamente mediante una declaración en la que afirmó que las rodillas eran la parte menos hermosa del cuerpo femenino por lo que había que mantenerlas cubiertas. Quant señaló que las rodillas eran un símbolo de juventud y por eso había que exhibirlas sin vergüenza alguna.

### Último año y fallecimiento
Según Edmonde Charles-Roux, se había convertido en una persona tirana y muy solitaria en sus últimos años. Ocasionalmente era frecuentada por Jacques Chazot, su confidente Lilou Marquand y la brasileña Aimée de Heeren, que pasaba en París cuatro meses al año, en el Hotel Meurice. Las antaño rivales solían compartir recuerdos felices de sus momentos con el duque de Westminster y caminar juntas por el centro de París.
Al comienzo de 1971 se hallaba enferma y debilitada, afectada por la artrosis y su adicción a la morfina, pero continuaba en el trabajo de su rutina habitual para la preparación del catálogo de primavera. En la tarde del sábado 9 de enero dio un largo paseo y al regresar a su casa, se sintió mal y se fue a su habitación temprano. Chanel murió al día siguiente a la edad de 87 años como consecuencia de un ataque cardíaco en el Hotel Ritz, donde había residido por más de treinta años. Sus últimas palabras (según la leyenda) fueron: «Bueno, así es como uno se muere». Una muerte solitaria después de una vida solitaria marcó el final de la vida del mito. Su funeral se llevó a cabo en la Iglesia de la Madeleine y sus modelos ocuparon la primera fila en la ceremonia. Su féretro fue cubierto con flores blancas (camelias, gardenias, orquídeas, azaleas) y algunas rosas rojas. Sus restos fueron inhumados en el Bois-de-Vaux Cementery, en Lausana, Suiza.

## Legado

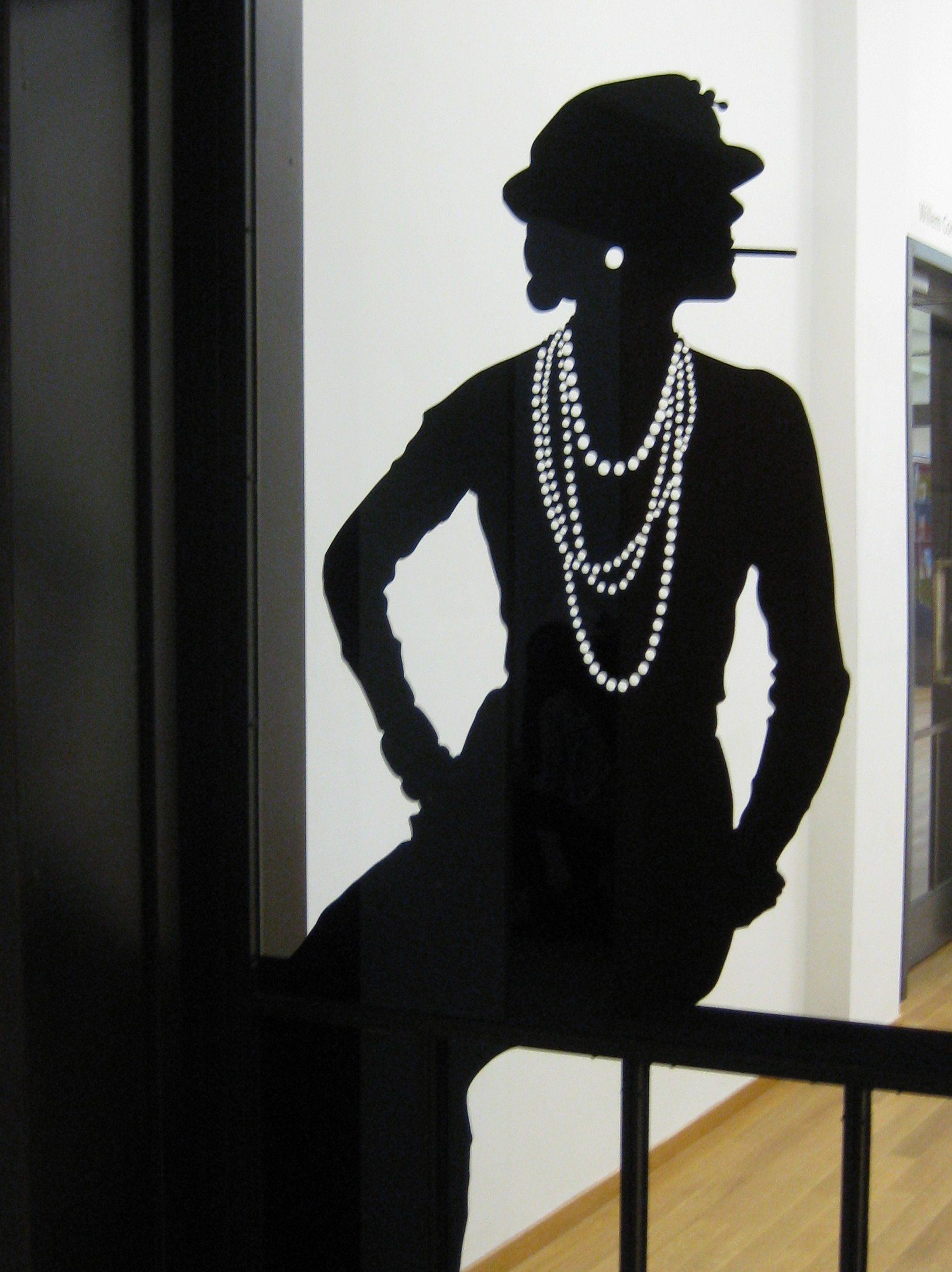
Los sombreros negros, las perlas y su boquilla se convirtieron en distintivos de su estilo personal.

En 1915, la revista de moda Harper's Bazaar comentó sobre sus diseños: «La mujer que no tiene al menos un Chanel está irremediablemente fuera de moda... En esta temporada el nombre de Chanel está en los labios de todas las compradoras». Su firme determinación y carácter, así como también su buena condición económica, la llevó a imponerse a la moda opulenta y rígida de principios del siglo XX y bajo su influencia, quedaron fuera de moda los aigrettes, el cabello largo, las faldas hobble, los corsés e instauró otro estilo más simple e innovador para las mujeres durante la Primera Guerra Mundial. Creadora del traje sastre femenino, la diseñadora francesa desarrolló una elegancia sencilla a lo largo de su carrera e introdujo las prendas en blanco y negro, los cinturones de cadena, las camisas de cuello y puños blancos, y las joyas de fantasía. En los años 1920, fue considerada la personificación de la «nueva mujer» independiente, sociable, recreativa e individualista. Dirigió su atención al público joven y rápidamente se convirtió en un ícono del estilo flapper.
Diseñadores como Paul Poiret y Mariano Fortuny introdujeron referencias étnicas en sus creaciones de alta costura, durante la década de 1900 y 1910. Chanel continuó con esta tendencia con diseños eslavos durante los años 1920. Las puntillas y bordados de sus vestidos en estas épocas fueron elaborados exclusivamente por Kitmir, una casa de bordados fundada por la aristócrata rusa exiliada, la gran duquesa María Pávlovna, hermana de Demetrio Románov. La fusión de costura oriental con motivos folclóricos estilizados llevada a cabo por Kitmir se puso de relieve en sus primeras colecciones. Un vestido suyo de noche en 1922 era acompañado con un foulard sobre el cuello o la cabeza. Además del foulard, sus colecciones presentaron los escotes cuadrados y los abrigos largos con cinturón en alusión a los mujik rusos (campesinos). Todos los modelos eran bordados con cristales brillantes e incrustaciones de azabache.
Para la producción del traje Chanel, introdujo la utilización del tejido de punto, un material de punto de lana, algodón o elementos sintéticos producido por la empresa Rodier, que originalmente producía esta tela para la confección exclusiva de ropa interior. Su traje de jersey de lana, conformado por una chaqueta de cárdigan, una falda plisada y combinado con zapatos de tacón bajo, se convirtió en el preferido de la moda femenina costosa.
La camelia que introdujo como elemento decorativo en sus trajes estaba íntimamente relacionada con la obra literaria de Alexandre Dumas, La dama de las camelias, cuya historia había impresionado a la diseñadora desde su juventud. La flor en sí se había convertido en un símbolo de identificación para la cortesana que anunciaba su disponibilidad. Su primera aparición en un diseño suyo fue en un traje negro con adornos blancos en 1933.
El término de «pequeño vestido negro» es catalogado a menudo como una contribución de Chanel al léxico de la moda y como una prenda de ropa que se ha utilizado hasta la actualidad. Su primera confección fue hecha en seda fina, crepé y con mangas largas. En 1926, Vogue destacó su diseño y sus editores predijeron que se convertiría en «una suerte de uniforme para todas las mujeres con gusto» al incorporar una estética estandarizada que la revista comparó con el automóvil Ford negro de forma obicua. Esta mirada recibió críticas generalizadas por parte de periodistas masculinos que comentaron en forma de queja: «No más busto, no más estómago, no más cadera... La moda femenina de este momento del siglo XX será bautizada "cortar todo"».
En 1933, el diseñador Paul Iribe colaboró con Chanel en la creación de piezas de joyería extravagantes comisionadas por la Guild of Diamond Merchants. La colección realizada exclusivamente en diamante y platino fue exhibida públicamente y atrajo una gran audiencia, de aproximadamente 3000 concurrentes en el período de un mes. Obsesionada con las joyas costosas, la diseñadora convirtió la poco envidiada bijouterie de fantasía en codiciados accesorios y se asoció con el duque Fulco di Verdura para lanzar una línea de joyería. El brazalete blanco esmaltado con una cruz de Malta y piedras era su favorito y se transformó en una pieza representativa icónica del dúo Verdura-Chanel.
El modelo original del bolso Chanel fue hecho de jersey o cuero con un diseño exterior acolchado cosido a mano influenciado por las chaquetas que utilizaban los jinetes. La cadena que llevaba estaba inspirada en sus años de orfanato, donde los cuidadores de la abadía utilizaban cadenas en la cintura para guardar las llaves. El uniforme rojo del convento se ve reflejado en el interior del bolso.

Logo de Chanel.

Durante su prolongado tiempo de ocio en su juventud, solía tomar sol largos ratos y de esa manera convirtió no solo a los bronceados en aceptables sino también en un símbolo que denotaba una vida de privilegio y esparcimiento. Históricamente la exposición al sol había estado relacionada con los trabajadores desafortunados condenados a una jornada de trabajo incesante a la intemperie mientras que la piel sumamente blanca era una muestra segura de la aristocracia. A mediados de la década de 1920, por influencia de Chanel, las mujeres eran vistas en la playa sin sombrero para protegerse de los rayos del sol. Además, fue una de las promotoras del uso del cabello corto como un signo de liberación femenina y un nuevo estilo de vida. La frase «Una mujer que se corta el pelo está por cambiar su vida» es atribuida a Chanel.

### Personalidad
Chanel fue una mujer ambiciosa, hiperactiva, inteligente, con intuición empresarial, considerada una persona con mal genio, exigente y perfeccionista en su oficio. Muchos la consideraron una visionaria y una líder nata, en cambio, otros creían que tenía tendencia a ser calculadora y oportunista, razones que la llevaron a sociabilizar con contactos de la alta sociedad con el fin de lograr ventajas para su negocio; por otra parte, se le criticó por no tomar ninguna postura firme en épocas de inestabilidad política, y que supo moverse dentro de los cambios institucionales para que su negocio no desapareciera. Vaughan la definió como una «oportunista consumada... no creía en nada excepto en la moda. Ella creía en las ropas bonitas, en su negocio, y no le importaban ni Hitler ni las políticas del nazismo». Por otra parte, Justine Picardie manifestó que «era tan contradictoria. Por un lado, hizo comentarios antisemitas. Sin embargo, uno de sus mejores clientes era judío, como los Rothschilds, y de hecho su socio en el negocio era judío, y lo continuó siendo después de la guerra». Actualmente, se ha constatado que esta actitud era frecuente en la clase empresarial de la época, e incluso en empresarios estadounidenses quienes se enriquecieron durante la Segunda Guerra Mundial; sin embargo, se conocen los múltiples enemigos de Chanel y la antipatía que despertaba entre los empresarios (hombres) de la época (aunque al mismo tiempo, vigilaban y copiaban sus movimientos), así como de los sectores conservadores, ya que abogaba por una moda que pudiera ser consumida por las mujeres con su propio dinero, y liberó el cuerpo femenino del tradicional corsé, además de convertirse en una referencia histórica a nivel mundial para las nuevas generaciones. Hasta su aparición, era impensable que una mujer fuera el referente mundial en el diseño de moda femenina ya que era una actividad, paradójicamente, considerada masculina, tendencia que al día de hoy puede continuar apreciándose en el mundo de la moda.
Poco se conoce de sus relaciones en el ámbito privado ya que mantenía relaciones discretas. A día de hoy, se sabe que la mayoría de informaciones al respecto son falsas, algunas incluso la vincularon con hombres estando ambos en espacio/tiempo distintos.
Principalmente las características de líder que demostró Chanel más acentuadas fueron las siguientes:
Fue un modelo a imitar. Muchas son las mujeres que posteriormente siguieron con su actitud feminista imponiéndose al mundo de los hombres y tirando barreras sexistas de la época; además, a día de hoy, Chanel, es una de las diseñadoras más imitadas debido a su gran estilo y sobriedad en su moda y otros diseñadores de la talla de Karl Lagerfeld siguen acudiendo a sus diseños, en los que se inspiran habitualmente.
Se convirtió en una mujer avanzada para su época, se conoció a sí misma y conocía sus capacidades y debilidades. Por ello potenció sus puntos fuertes y no se dejó vencer ante la adversidad.
Siempre estuvo abierta a aprender y desarrollarse, por lo que toda su vida fue aprendiz. Aprendió continuamente a lo largo de toda su vida.
Disposición a los cambios. Su vida fue un continuo ir y venir de situaciones problemáticas. Desde el principio de su vida las cosas no le fueron fáciles y tuvo que aprender a lidiar en el periodo de entreguerras con situaciones económicas boyantes con situaciones desastrosas como fueron el crack del 29. Trabajó inmersa en el cambio en vez de resistirse a él. Quizás el cambio será la única constante en el futuro y el líder debe aceptar como un reto el trabajar en continuo avance y aprendizaje.
Tuvo una visión clara de todo aquello que quería conseguir y hasta dónde podía llegar, siendo consciente de sus limitaciones e impedimentos. Utilizó su imaginación, estilo propio y la inspiración para crear un gran imperio que a día de hoy es una de las compañías modistas con mayor facturación y prestigio del mundo.
Fue una gran comunicadora, siendo capaz de expresar sus necesidades para la creación de la firma Chanel.
Siempre pensó positivamente, siendo capaz de aprovechar todas las posibilidades que le brindaba la vida y de afrontar los retos que le sucedieron en la vida. Nunca dejó de ser entusiasta y la frase “Cuando salió del internado se prometió dos cosas: que nunca dependería de un hombre y que se haría rica.”, lo demuestra. Siempre mantuvo la compostura ante situaciones difíciles y confió en lograr sus objetivos propuestos.

## En la cultura popular

### Adaptaciones en cine y televisión
La primera película sobre la diseñadora fue Chanel solitaria (1981), dirigida por George Kaczender y protagonizada por Marie-France Pisier, Timothy Dalton y Rutger Hauer.
La película para televisión norteamericana Coco Chanel salió al aire el 13 de septiembre de 2008 por Lifetime, protagonizada por Shirley MacLaine en el rol de Chanel a los 70 años. Dirigida por Christian Duguay, la película también estuvo protagonizada por Barbora Bobulova como la joven Chanel, Olivier Sitruk como Boy Capel, y Malcolm McDowell. El filme retrató sustancialmente sus primeros años en el convento, sus romances con Balsan y Capel, sus primeros años de carrera profesional y su polémico regreso a la moda en 1954. Sin embargo, pasó por alto su colaboración en las operaciones militares nazis durante la Segunda Guerra Mundial.
Audrey Tautou, imagen de Chanel SA desde 2008, interpretó a la joven Coco en una película titulada Coco avant Chanel, que fue lanzada el 22 de abril de 2009.
La película Coco Chanel & Igor Stravinsky, dirigida por Jan Kounen y protagonizada por Anna Mouglalis y Mads Mikkelsen, se refiere al supuesto romance entre Chanel y el compositor Ígor Stravinsky. La película está basada en la novela de 2002, Coco & Ígor de Chris Greenhalgh, y fue elegida para cerrar el Festival de Cine de Cannes de 2009.
En 2013, el director Karl Lagerfeld convocó a Geraldine Chaplin para interpretar a la diseñadora en un cortometraje de 30 minutos titulado El retorno, basado en el regreso de Chanel al mundo de la moda en los años 1950. El breve filme, en el que intervinieron también Rupert Everett, Anna Mouglalis, Amanda Harlech y Kati Nescher, fue presentado en el Dallas Fair Park con motivo del desfile de la colección «Métiers d'Art».
En 2024 se estrena la serie "The New Look", producida por Apple Studios para el servicio de Apple TV+, que narra cómo el diseñador Christian Dior y otros diseñadores de la época contemporizaron con el régimen Nazi. En esta serie, Coco Chanel es interpretada por la actriz francesa Juliette Binoche.

### Representaciones literarias
Coco & Ígor es una novela escrita por Chris Greenhalgh, que narra el romance entre Chanel e Ígor Stravinsky y los logros creativos que surgieron de su aventura romántica. La novela fue publicada por primera vez en 2003.En 2007 se publicó un libro para niños titulado Diferente como Coco, que relata la humilde infancia de Chanel y la crónica de cómo logró cambios bruscos en la industria de la moda.El Evangelio según Coco Chanel: lecciones de vida de la mujer más elegante del mundo es una novela escrita por Karen Karbo y publicada en 2009, que narra los comienzos humildes y logros legendarios de Chanel.

### Obras teatrales
El musical de Broadway Coco, con música de André Previn, guion y letras de Alan Jay Lerner, se estrenó el 18 de diciembre de 1969 y finalizó su temporada el 3 de octubre de 1970. Interpretada por Katharine Hepburn durante los primeros ocho meses y por Danielle Darrieux durante el resto de la temporada, recreó el momento en el que Chanel restablece su casa de alta costura entre 1953-1954. Al momento de su presentación, fue el espectáculo más costoso en la historia de Broadway con un presupuesto de 900 000 USD.